# CCDC18
CCDC18 ‏ (Coiled-coil domain containing 18) هوَ بروتين يُشَفر بواسطة جين CCDC18 في الإنسان.